# يوشيو كوساكو
يوشيو كوساكو (باليابانية: 吉雄耕牛؛ بالكانا: よしお こうぎゅう) هو كاتب ومترجم ياباني، ولد في 1724، وتوفي في 4 أكتوبر 1800 في مدينة ناغاساكي في اليابان.